# Kanna Arihara
Kanna Arihara (jap. 有原栞菜 Arihara Kanna, ur. 15 czerwca 1993 w Jokohamie) – japońska piosenkarka j-pop, była członkini zespołu Cute.

## Kariera
W roku 2004 Kanna stała się członkinią Hello Pro Egg, następnie od 2005 do 2006 roku występowała w zespole Tomoiki Ki wo Uetai. 2 stycznia 2006 dołączyła do zespołu °C-ute. 26 lutego 2009 Hello! Project ogłosiło, iż Kanna nie może występować z powodu haluksów. Podczas gdy °C-ute nagrywały nowe single, Kanna leczyła się i odpoczywała. W lipcu opuściła zespół, a także Hello! Project. Nie zdecydowała się na dalszą karierę ze względów zdrowotnych, chciała także kontynuować naukę i móc dalej prowadzić życie jako zwykła nastolatka.

## Dyskografia

### Single
1. Massara Blue Jeans
2. Soku Dakishimete
3. Ooki na Ai de Motenashite
4. Wakkyanai (Z)
5. Sakura Chirari
6. Meguru Koi no Kisetsu
7. Tokaikko Junjou
8. LALALA Shiawase no Uta
9. Koero! Rakuten Eagles
10. Namida no Iro
11. Edo no Temari Uta II
12. FOREVER LOVE

### Albumy
1. Cutie Queen VOL.1
2. 2 mini ~Ikiru to Iu Chikara~
3. 3rd ~LOVE Escalation!~
4. 4 Akogare My STAR